# Cerotainiops abdominalis
Cerotainiops abdominalis là một loài ruồi trong họ Asilidae. Cerotainiops abdominalis được Brown miêu tả năm 1897.